# Ostfildern
Ostfildern est une ville située en République fédérale d'Allemagne dans le Land du Bade-Wurtemberg, dans la région de Stuttgart.
La ville est née de la réforme communale de 1975 et est divisée en six quartiers (Stadtteil) :
- Kemnat à l’est ;
- Nellingen à l’ouest ;
- Parksiedlung au nord-ouest ;
- Ruit au nord ;
- Scharnhausen au sud ;
- Scharnhauser-Park au centre.

## Jumelages
- Bierawa (Pologne) en 1992
- Mirandola (Italie) en 2001
- Montluel (France) et son canton dans le département de l’Ain en 1978[1]
- Poltava (Ukraine) en 1988
- Reinach (Suisse) dans le canton de Bâle-Campagne en 1965
- Hohenems (Autriche) en 1965